# 11442 Сейдзінсансо
11442 Сейдзінсансо (11442 Seijin-Sanso) — астероїд головного поясу, відкритий 22 жовтня 1976 року.
Тіссеранів параметр щодо Юпітера — 3,644.
Названо на честь Сейдзінсансо (яп. せいじんさんそう(星尋山荘) сейдзінсансо:).